# Cephaloziella breviperianthia
Cephaloziella breviperianthia là một loài rêu trong họ Cephaloziellaceae. Loài này được C. Gao mô tả khoa học đầu tiên năm 1981.